# والریو آنیولی
والریو آنیولی (ایتالیایی: Valerio Agnoli؛ زادهٔ ۶ ژانویهٔ ۱۹۸۵) دوچرخه‌سوار اهل ایتالیا است.
از باشگاه‌هایی که در آن رکاب زده‌است می‌توان به تیم آستانه، آوروم هتلز، آوروم هتلز، لیکویگاس، و تیم دوچرخه‌سواری بحرین–مریدا اشاره کرد.